# Келиншектау
Келиншектау (каз. Келіншектау) — горный массив на отрицательной[неизвестный термин] стороне Каратау, в ущелье выше села Таукент и села Абай в Сузакском районе Туркестанской области Казахстана.

## Общая информация
В горном массиве Караадыр, на восточном склоне хребта Каратау находятся  массивные скальные останцы Келиншектау. Высота доминирующего скального останца 1729 метров над уровнем моря. Восточный отрог массива Келиншектау протянулся с юго-востока на северо-запад на 10 километров, западная гряда вытянулась с юга на север на 8 километров.
Горный массив Келиншектау сложен сланцами и доломитами. Голые вершины и скалы возвышаются над окрестными горами, некоторые из них являются недоступными. Массив имеет очень сложный и оригинальный рельеф, рассечён большим количеством каньонов до десятков метров глубиной. Растительность в окрестностях массива степная и с нагорными ксерофитами. 
В 4 километрах на север от массива находятся наскальные рисунки в урочище Арпаозен. В 8,6 километрах на север расположено село Абай. На северо-востоке располагается самая высокая гора хребта Каратау — Бессаз высотой 2176 метров над уровнем моря. На западе от массива расположены горы Ортадирык с доминирующей горой Беркитул высотой 1490 метров над уровнем моря. С юга горный массив ограничен руслом реки Кошкарата, в северной части массива берёт начало река Арпозен. В северо-восточной части массива на высоте 820 метров над уровнем моря находятся истоки безымянного ручья, который стекает в сторону посёлка Абай.